# Ken (Kon-Yambetta)
Pour les articles homonymes, voir Ken.
Ken est un village du Cameroun situé dans la région du Centre et le département du Mbam-et-Inoubou. Il fait partie de la commune de Kon-Yambetta.

## Population
En 1966 le village comptait 89 habitants, principalement Bapé.
Lors du recensement de 2005, on y dénombrait 150 personnes.